# Кокорев, Василий Александрович
Васи́лий Алекса́ндрович Ко́корев (23 апреля (5 мая) 1817, Солигалич — 22 апреля (4 мая) 1889, Санкт-Петербург) — один из богатейших русских людей XIX века, владелец огромных земельных угодий и колоссального состояния, предприниматель и меценат, крупный коллекционер и почётный член Академии художеств (1889).

## Биография
Из старообрядческой семьи. Был сыном купца 3 гильдии (ГАКО. Ф.200.Оп.20.Д. 163. л. 3об-4 РС 1834 г.; Ф.200. оп. 14. д. 202. л. 4об.-5 РС 1850), торговавшего солью — семья владела небольшим солеваренным заводом в городе Солигаличе на севере Костромской губернии. После смерти родителей Василий стал совладельцем семейного предприятия; в 1836—1841 годах был управляющим солеваренным заводом в Солигаличе, однако в связи с отменой ввозной пошлины на соль солеваренный завод стал убыточным, и юноша, по его собственным словам, «был вытеснен за рамки уездной жизни в Петербург для приискания откупных занятий».
Василий Александрович Кокорев поступил на службу управляющим винокуренного завода в Оренбургской губернии, а с осени 1842 года стал приказчиком казанского винного откупщика И. В. Лихачева. В 1844 году Кокорев подал записку в правительство о преобразовании винных откупов. В записке В. А. Кокорев рассуждал о необходимости придать торговле вином более цивилизованный характер; для доказательства его системы «питейного дохода» он получил «неисправный» откуп в Орловской губернии, за которым числился долг в 300 тысяч рублей серебром. Его ближайшим помощником стал Иван Фёдорович Мамонтов. Орловский откуп в короткое время стал приносить доход. Системой Кокорева заинтересовалось Министерство финансов, и Кокореву предоставили в управление ещё 23 откупа. Вскоре система откупов Российской империи была переведена на комиссионерскую основу — в 1847 году было принято «Положение об откупно-акцизном комиссионерстве», действовавшее до 1863 года.

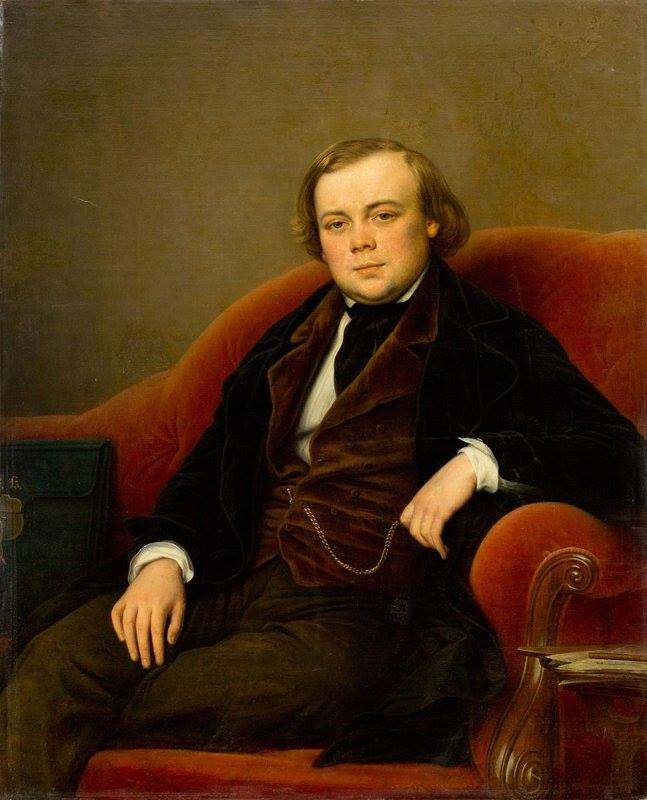
Портрет работы Карла фон Штойбена, около 1850 г.

В 1850 году В. А. Кокорев поселился в Москве; приобрёл дворянскую усадьбу бригадирши Д. Н. Лопухиной с домом в Большом Трёхсвятительском переулке. Перед домом был сад, который стали называть Кокоревским, а позднее — Морозовским.
В 1851 году получил звание коммерции советника. В короткие сроки он приобрёл огромное по тем временам состояние: к началу 1860-х годов, по некоторым оценкам, оно доходило до 7—8 миллионов рублей.

Не будь у Кокорева смекалки, деловой хватки и энергии, никакие связи не помогли бы ему к началу 60-х годов сколотить состояние в 8 миллионов рублей (да и то кое-кто поговаривал, будто Кокорев нарочно уменьшил общую сумму своего богатства). А в среде русских купцов он получил титул «Откупщицкого царя».

В 1857 году Кокорев стал соучредителем акционерного «Общества для приготовления продовольственных и разных животных веществ, а также торговле ими» с уставным капиталом в 3 млн рублей.
В том же году Кокорев совместно с бароном Н. Е. Торнау и Н. А. Новосельским учредил «Закаспийское торговое товарищество», ставшее основой для создания позднее «Бакинского нефтяного общества» с уставным капиталом в 2 млн рублей (позднее Новосельский, а затем Торнау вышли из состава товарищества, а был принят Кокоревым, на основании предоставленного ему права, коммерции советник, купец 1-й гильдии П. И. Губонин). В 1858 году «Закаспийское торговое товарищество» начало по проекту Либиха строительство в Сураханах на Апшеронском полуострове, в 30 км к северо-востоку от города Баку завода по производству фотогена (керосина), которое было закончено к концу 1860 года. Завод несколько лет был убыточным, и для исправления ситуации сначала был приглашён известный бакинский химик В. Е. Эйхлер, а затем, в 1863 году, Дмитрий Менделеев; химикам удалось получить столь впечатляющие результаты, что «Сураханский завод стал давать доход, несмотря на то, что цены керосина стали падать». Была введена круглосуточная перегонка нефти, предложено освоить производство эмалированных бочек, организовать нефтеналивную морскую перевозку и проложить нефтепровод от завода к берегу моря. На все ключевые посты Кокорев назначил (а до этого обучил нефтяному делу) рабочих-мастеров только из России.
Необходимость транспортировки нефти заставила его заняться железнодорожным строительством и речным транспортом.
Кокорев принимал участие в создании Волго-Донской железной дороги (1858); Товарищества Московско-Курской железной дороги (1871); Общества Уральской железной дороги (1874).
Он содействовал учреждению Русского общества пароходства и торговли (1856) и Волжско-Каспийского пароходства «Кавказ и Меркурий» (1859). По заказу Кокорева в 1859 году началось сооружение нефтеналивных барж длиной 55 метров.
После отмены винных откупов в 1863 году понёс крупные убытки, остался должен казне 5,6 млн рублей, из которых около 4 миллионов выплатил уже к 1866 году, передав в зачёт долгов построенный в Москве в 1862—1865 годах гостинично-складской комплекс на Софийской набережной («Кокоревское подворье») (современный адрес - Софийская набережная, 34). Комплекс, в который было вложено 2,5 миллиона рублей, был новшеством не только для Москвы, но и для Европы, поскольку предвосхитил появление «гранд-отелей». «Тут тебе и торговые склады, и шикарные апартаменты с русским убранством, и трактир-ресторан с разнообразной русской кухней, а с 1883 года — электрический свет!» Здесь в 1862 году на средства Кокорева был разбит липово-вязовый бульвар, протянувшийся от Лубочного переулка до Болотной площади. Это был один из немногих общественных бульваров и скверов Москвы, устроенных за частный счёт. Бульвар носил имя своего устроителя вплоть до ликвидации в 1930-е годы.
В 1866 году стал пайщиком учреждённого Московского купеческого банка. Кокореву приписывается основание в 1870 году Волжско-Камского коммерческого банка, однако это опровергается официальной публикацией высочайшего указа об утверждении устава этого банка.
Учредил «Северное общество страхования и склада товаров с выдачей варрантов» и сумел довести начатое дело до конца. В 1870-х годах по инициативе Кокорева было создано «Северное телеграфное агентство», значительно расширившее район действия телеграфа.
Поселившись в Москве, Кокорев близко сошёлся со славянофилами, хотя ему были чужды идеалы воинствующего панславизма, постулат самодержавия и связанных с ними представлений о сословном приоритете дворянства.
Кокорев сыграл большую роль в развитии общественного транспорта Москвы: он был главным инициатором проведения конки — конно-железной дороги, связавшей центр через Мясницкую улицу с тремя вокзалами на Каланчёвской площади. Он был товарищем (помощником) Московского городского головы (1858—1859), гласным Московской городской думы (1866—1869).
По окончании Крымской войны, в феврале 1856 года, он организовал грандиозное чествование черноморских моряков, проезжавших через Москву. Перед русско-турецкой войной 1877—1878 годов Кокорев вместе с текстильными фабрикантами братьями Хлудовыми сыграл решающую роль в финансировании и экипировке военной миссии генерала Черняева на Балканах — 45 миллионов рублей — фантастическая по тем временам сумма.
Среди друзей В. А. Кокорева были Д. И. Менделеев, М. П. Погодин, Т. С. Морозов.
За основу повести «На краю света» Николая Семёновича Лескова взят пересказ Кокоревым рассказа Архиепископа Нила.
«Кандидат в министры финансов» — это прозвище дали Кокореву после кончины, вспомнив все его грандиозные деяния и предложения мер по предотвращению будущих «великих потрясений».

## Кокоревская галерея

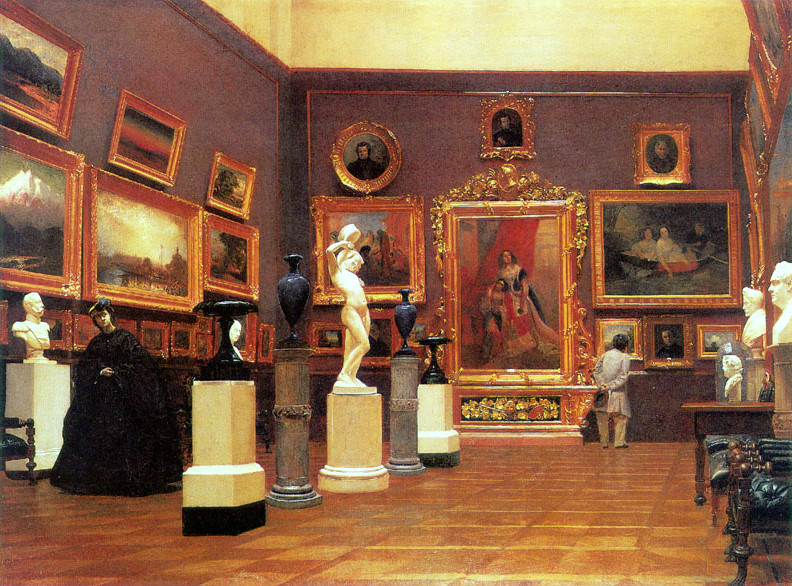
А. Н. Гребнев. «Внутренний вид картинной галереи г. Кокорева». (Зал № 7. 1864 год)

Собирать картины русских и иностранных художников В. А. Кокорев начал в середине 1850-х годов и к 1861 году, на месте гостиницы в Трёхсвятительском переулке, как утверждает ряд источников, им было построено, специально для размещения своей коллекции, здание (арх. И. Д. Черник), в котором 26 января 1862 года открылась первая Московская публичная картинная галерея, названная Кокоревской. Восемь залов на втором этаже без окон, с верхним светом. Внизу — специальное помещение для чтения лекций. И буфет, называемый одними современниками трактиром, а другими — рестораном «Тиволи». Собрание насчитывало по одним сведениям — 570 произведений, по другим — 430 картин и 35 скульптур, которые располагались по историческому и монографическому принципу. Только работ Карла Брюллова было больше сорока; причём Кокорев заказал одному из брюлловских учеников повторение знаменитых картин «Итальянское утро» и «Итальянский полдень», хранившихся в царском собрании. Попавший в галерею в 1860 году, ещё до её открытия, граф Михаил Бутурлин писал:

В одной из зал отборной этой коллекции стена была увешана снизу доверху творениями гениального Карла Павловича Брюллова. В середине стены поражал зрителя портрет во весь рост графини Юлии Павловны Самойловой. …Как могла графиня Самойлова расстаться с этим сокровищем и как могло оно попасть к откупщику Кокореву.

Картин И. Айвазовского было в коллекции более двадцати, пейзажей А. Боголюбова — одиннадцать, картин В. Тропинина — шесть.
В 1870 году в связи с финансовыми затруднениями Кокорев продал основную часть коллекции Министерству императорского двора; ряд произведений живописи и скульптуры приобрёли П. М. Третьяков и Д. П. Боткин.

## Разорение и смерть

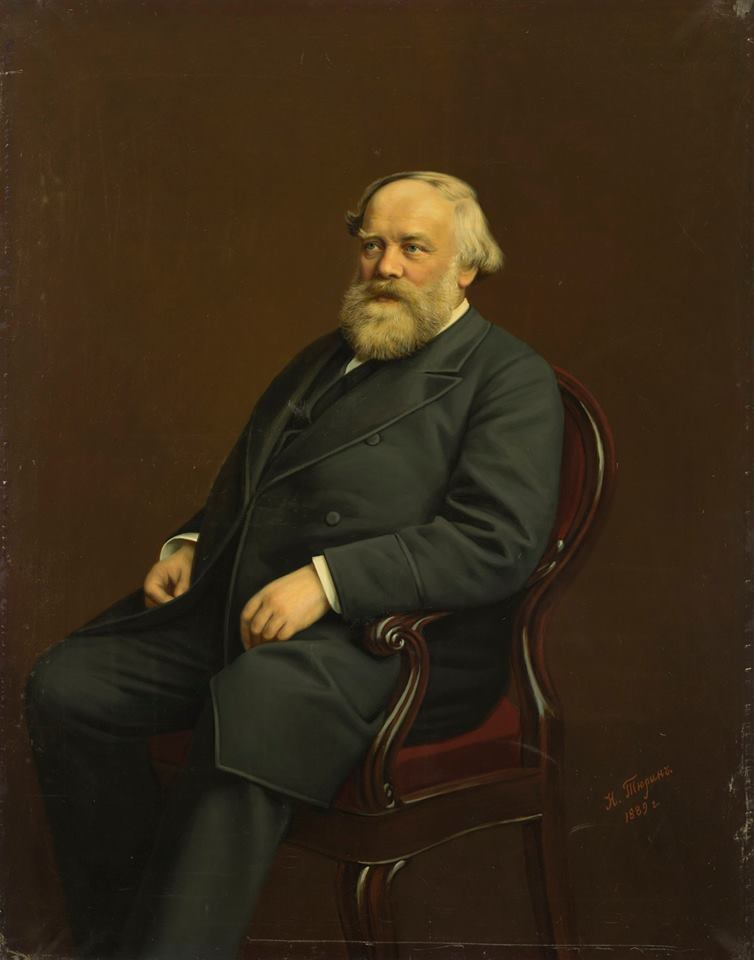
Портрет работы Ивана Тюрина, 1889 г.

В. Чумаков считает, что причиной потери Кокоревым состояния в конце 1860-х годов было лишение его доступа «к государственной кормушке» из-за неосторожных выступлений; так, московский генерал-губернатор Закревский докладывал в столицу: «В Москве завелось осиное гнездо… Гнездо это есть откупщик Кокорев». Однако здесь проявились многие факторы, в том числе и неудачное вложение финансов.
До самой смерти Кокорев оставался старообрядцем поморского толка. Немало помогал единоверцам. Благодаря его заступничеству в 1886 году в доме рубашечника Никифорова на Лиговке начал действовать новый поморский молитвенный дом.
Умер В. А. Кокорев 23 апреля 1889 года от сердечного приступа. Похоронен на Малоохтинском старообрядческом кладбище Санкт-Петербурга. Когда его хоронили, поморцы в старорусском одеянии вынесли тело своего благодетеля из роскошного особняка и несли его дубовый гроб, сделанный без единого гвоздя, на полотенцах до самого кладбища. Фамильное захоронение Кокоревых до сих пор сохранилось в восточном углу кладбища.

На общественные поминки кто-то принес самодельные плакатики с цитатами из Библии: «Видел ли ты человека проворного в своем деле? Он будет стоять перед царями… (Прит. 22,29)» и «…Как хорошо слово во время! (Прит. 15,23)». Вместо речей в качестве своеобразного завещания прочитали отрывки из знаменитой книги Кокорева, одного из самых успешных деловых людей России, со странным названием «Экономические провалы»: «Пора государственной мысли перестать блуждать вне своей земли, пора прекратить поиски экономических основ за пределами Отечества, засорять насильными пересадками на родную почву; пора, давно пора возвратиться домой и познать в своих людях свою силу».

## Кокорев-публицист
Кокорев оказывал материальную поддержку таким изданиям, как «Русская беседа» и «Русский вестник», где иногда печатался. Одним из первых он начал выступать за отмену крепостного права. В 1859 году в газете «Санкт-Петербургские ведомости» появился разработанный им проект освобождения крестьян (статья «Миллиард в тумане»). Из его статей, печатавшихся, главным образом, в «Русском Вестнике» 50-х и 60-х гг., а позднее в «Русском Архиве» 1880-х гг., наиболее известны следующие: «Экономические провалы», «Путь севастопольцев», «Взгляд на европейскую торговлю», «Мысли о русской внутренней торговле», «Об откупах».
В своих публицистических работах, печатавшихся, главным образом, в «Русском Вестнике» (1850-е и 1860-е гг.) и в «Русском Архиве» (1880-е гг.), Кокорев настаивал на губительности для России механического заимствования западноевропейских финансовых и хозяйственных форм.
Кокоревым был предложен план выкупа крестьян на волю с помощью капитала специально созданного частного банка: он предлагал освободить крестьян с землёй, а помещикам выплатить за это деньги посредством уплачиваемого крестьянами кредита в течение 37 лет. Проект Кокорева был схож с проектом его друга — историка К. Д. Кавелина.
К известным трудам В. А. Кокорева относятся: «Нужды и желания промышленности» (1858), «Нужды и потребности» (1882), «Мысли русского, порожденные речью Князя Бисмарка» (1888). В последней Кокорев касается политических и экономических аспектов отношений России и Германии. Он утверждает, что России важен и необходим союз с Германией, что она — её единственная надежная союзница на Европейском континенте.
В «Нуждах и желаниях промышленности» В. А. Кокорев рассуждает о перспективах создания в России компании для обработки пеньки и торговли ею, а также о возможностях развития хлебной торговли на Тоболе.
Работа «Нужды и потребности» посвящена подробному анализу необходимости введения в России винной монополии. Как известно, впоследствии монополия на винно-водочную продукцию была введена в начале XX века реформатором С. Ю. Витте. Однако идейное первенство этого экономического мероприятия принадлежит, видимо, именно Кокореву. Он полагал, что для улучшения экономики России необходимы три условия: народный кредит, сельское хозяйство и денежный курс. Главным здесь он ставил благоустройство сельского хозяйства. Сельское хозяйство, в свою очередь, должно быть согласовано с «винокурением» и введением «питейного сбора». Только после этих мер, по мнению Кокорева, возможно «утверждение дешёвого народного кредита», средства для которого предполагается извлечь из акциза на винокурение. Далее он говорит, что, пока существует кабак, никакие мероприятия экономического плана, никакие дешёвые кредиты не принесут желаемого. а обратятся в «наживу кабатчиков».
Пожалуй, самая известная работа Василия Александровича, написанная им уже на закате жизни, в 1887 году, — «Экономические провалы», в которой даётся оценка экономическим событиям за полвека. Анализируя экономические неудачи России, Кокорев доказывает, что они являются, как правило, результатом слепого копирования зарубежного опыта.
Известный коммерсант К., водворяющий в Россию несколько десятков лет американский хлопок и устроивший с пособием своих средств для разных лиц более 40 бумагопрядильных и ткацких фабрик, — пишет Кокорев (имея в виду немца Л. К. Кнопа с сыновьями), — праздновал какой-то юбилей… Многочисленное русское общество пировало на этом юбилее, а правительство возвело его в какой-то чин. Таким образом, отпраздновали пир, так сказать, на хребте русского народа, лишившегося льняных посевов и насильственно облеченного в линючий ситец. Распространение которого, увлекая нашу монету за границу, увеличило внешние займы и усилило финансовое расстройство. Вспоминая этот юбилей, нельзя не воскликнуть: «О невинность, это ты».
Примечательно, что в своей работе Кокорев обращается к этическим аспектам экономики. Он вводит понятие «смиренномудрия», которым предлагает регулировать хозяйственные процессы.
Другими известными работами Кокорева являются «Путь севастопольцев», «Взгляд на европейскую торговлю», «Мысли о русской внутренней торговле», «Об откупах» и пр.
Кокорев преисполнен самого глубокого пессимизма и видит будущее в чёрных красках: «Печалование о расстройстве русских финансов, — пишет он, — объемлет в настоящее время все сословия; все чувствуют, как в наших карманах тают денежные средства и как неуклонно мы приближаемся к самому мрачному времени нужд и лишений».

## Академическая дача для летней практики
22 июля 1884 года «на сорока десятинах, прилегающих к землям крестьян деревни Малый Городок», под Вышним Волочком, на живописном полуострове, образованном истоком реки Мсты и озером Мстино, В. А. Кокорев открыл Владимиро-Марьинский приют, названный впоследствии «Академической дачей». Первоначально он предназначался для летней практики малоимущих студентов Академии художеств. В распоряжение молодых художников были предоставлены дом со столовой и библиотекой, хорошо оборудованная мастерская, помещения для занятий пением и музыкой. Здесь жили и работали И. Е. Репин, А. И. Куинджи, В. А. Серов, П. П. Чистяков, И. И. Бродский, А. М. Васнецов, Н. К. Рерих, И. И. Левитан, Н. П. Богданов-Бельский и др.

## Семья
Жена — Вера Ивановна. Жила с дочерью в Санкт-Петербурге на Тверской улице (современный адрес — дом 8). Когда в 1906 году был принят закон, позволявший беспрепятственно регистрировать старообрядческие общины, именно петербургские поморцы воспользовались им первыми в России. Участок на Тверской улице был пожертвован Верой Ивановной Кокоревой для постройки храма. В августе 1906 года, в день Преображения, здесь была заложена пятиглавая церковь в новгородском стиле. Проект выполнил архитектор Д. А. Крыжановский. Храм был построен на пожертвования петербургских поморцев, причем львиную долю средств Поморскому храму Знамения Пресвятой Богородицы — четверть миллиона — внесла семья Кокоревых.
Дети:
- Александр Васильевич (1848—1908). Жил в Царском Селе в роскошном дворце необыкновенной ценности, как по оригинальности постройки (арх. С. Данини), так и по внутренней обстановке[32]. Летом 1911 года усадьба в Царском Селе была пожертвована Санкт-Петербургскому женскому медицинскому институту для устройства клиники по внутренним болезням им. В. А. Кокорева, отца дарителя. Однако дом очень долго пустовал; лишь с началом Первой мировой войны в особняке был организован лазарет[33].
- Георгий Васильевич (1852—1889).
- Иван Васильевич (1853—1879).

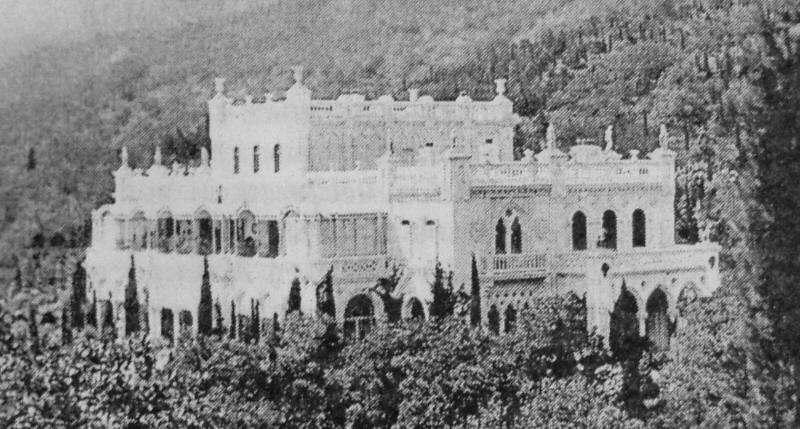
Дворец Кокорева в Мухалатке.

- Сергей Васильевич (1866—1932). Был членом Правления Волжско-Камского банка. Хозяин имения Мухалатка, одного из самых образцовых в стране, цена за обустройство которого обошлась в 5 миллионов рублей. Жена — Евдокия Викуловна (1870—1943), урождённая Морозова, дочь В. Е. Морозова[34]. На имя супруги в 1895 году была приобретена бывшая усадьба Шатиловых Мухалатка, которая значительно увеличилась за счёт купленных у соседей земель и на начало XX века составила 225 десятин[35]. Супруги после ужасов Крыма 1920-х годов оказались снова в Москве, где и были похоронены — недалеко от Морозовых на Преображенском кладбище. Первый муж их единственной дочери Натальи был убит в Первую мировую войну, а второй — расстрелян после Октябрьской революции.
- Прасковья Васильевна (? — не позже 1914). Её муж — Василий Петрович Верховской, дворянин Нижегородской губернии, действительный статский советник, член Правления Волжско-Камского коммерческого банка, Председатель правления Выборгского товарищества для устройства постоянных квартир[36]. Оставил дневники и воспоминания.
- Александра Васильевна (? — после 1930). Была дважды замужем: 1-й муж — московский купец-старообрядец Григорий Иванович Ананьев; 2-й муж — А. П. Галяшкин, член Правления Волжско-Камского коммерческого банка.
- Любовь Васильевна (? — ?). Её муж, Александр Александрович Галяшкин, член Правления Волжско-Камского коммерческого банка. В начале XX века она бежала от мужа с детьми к врачу итальянского посольства Борису Моллё.